# ヤギェウォ図書館
ヤギェウォ図書館 英語: Jagiellonian Library; ポーランド語: Biblioteka Jagiellońska) は、クラクフにあるヤギェウォ大学の図書館で、約670万冊の蔵書を持つポーランド最大の図書館の一つであり、公共図書館、大学図書館、そしてポーランド国立図書館システムの一部でもある。ヤギェウォ大学図書館とも呼ばれる。蔵書にはコペルニクスの『天球の回転について』やヤン・ドゥウゴシュの『バンデリア・プロテノルム』といった中世の写本、また共産主義政権時代 (1945年-1989年) のポーランドで発行された地下出版文芸 (drugi obiegあるいはサミズダートと呼ばれる) の膨大なコレクションが含まれる。ヤギェウォ図書館にはまたベルリンカと呼ばれる芸術コレクションがあるが、これはドイツとの間で法的地位の論争がある。

## 組織
管理と建物、19世紀と20世紀資料、特別コレクションの各副館長が、14の図書館部門に勤務する283人の職員を監督している。

## 蔵書

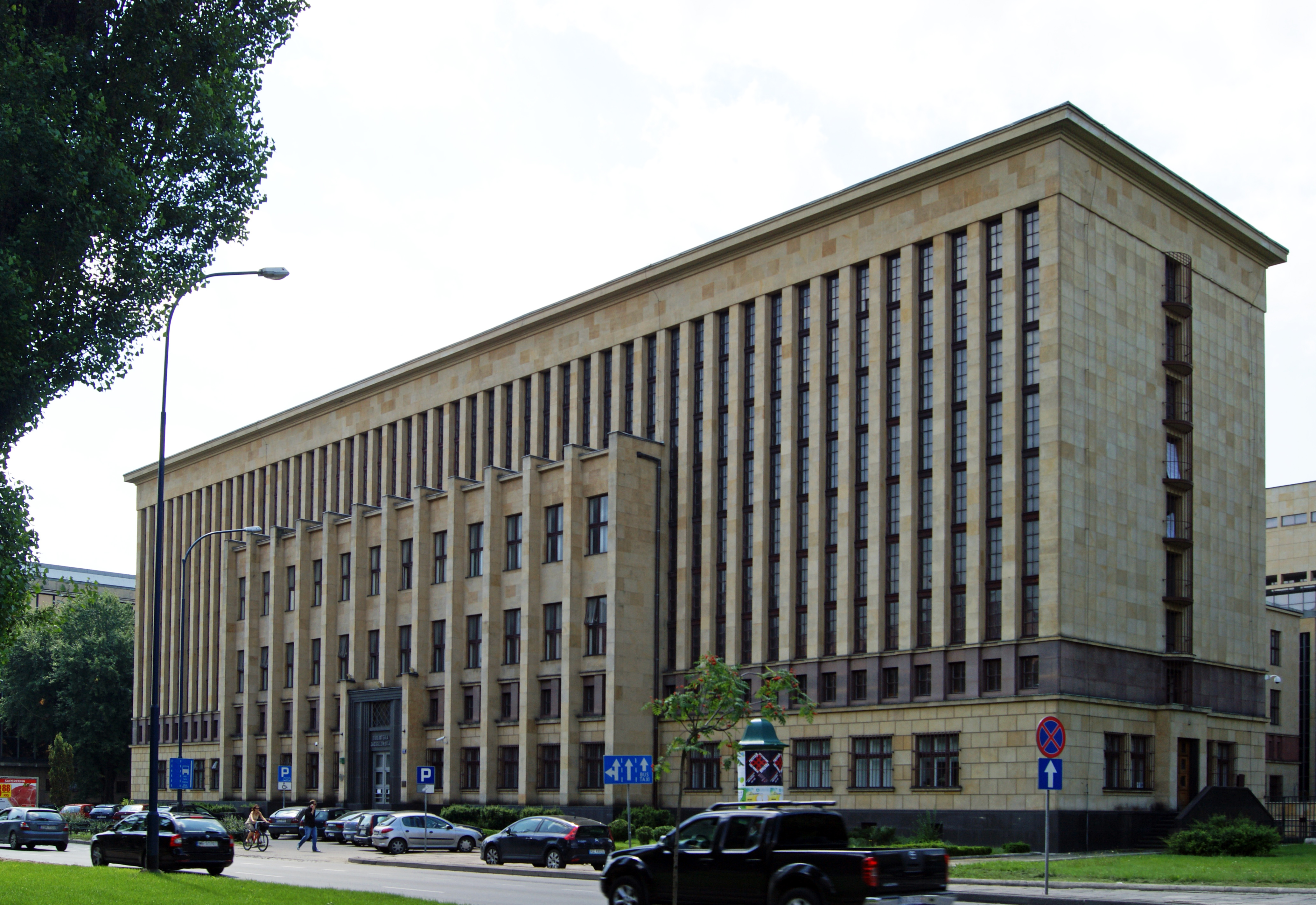
ヤギェウォ図書館本館

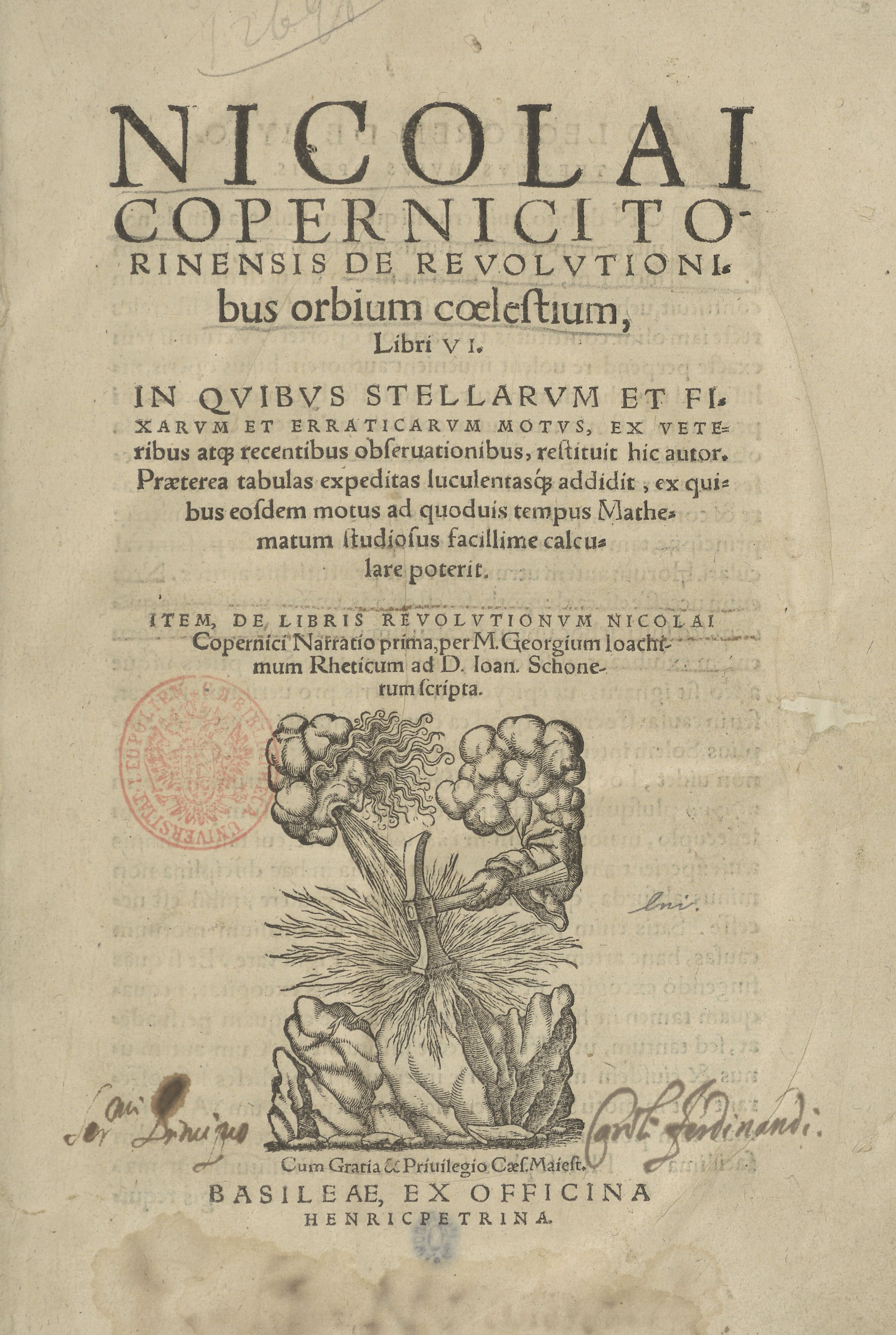
コペルニクスの『天球の回転について』は図書館の最も貴重な蔵書のひとつである

ヤギェウォ図書館はポーランドで最大かつ最も有名な図書館の一つである。その歴史の中で多くの寄付を受け、また多くの個人コレクションを受け継いでいる。
蔵書には1,503,178点のモノグラフ、557,199点の逐次刊行物、104,012点の初期刊本、3,586点のインキュナブラ、24,258点の写本、12,819枚の地図、35,105点の楽譜、そして77,336点のマイクロフィルムがある。楽譜の中にはモーツァルトの自筆譜、ショパンの自筆譜や筆写譜などが多く含まれている。「ワルシャワのレオン・ロガルスキの寄付により楽譜が独立部署になったのは1869年以降のことだった」。

## 歴史
ヤギェウォ図書館の創立は、大学 (クラクフアカデミーとして知られる) の創立と同じく、1364年と考えられている。しかしながら、中央図書館が作られる前に、様々な学部の建物に小さい分館があった (最大のコレクションはコレギウム・マイウスにあり、神学とリベラル・アーツに関するものだった)。
「1399年にポーランド王ヴワディスワフ2世とヤドヴィガ女王がアカデミーに多額の寄付を行ったことで、図書館を備えた学問の中心機関としてアカデミーが再興された」。ヤドヴィガ女王は図書館を擁護し、1400年には大学の繁栄に貢献するために自身の財産を遺贈した。
図書館はスペースを増やす資金の無いまま急速に成長したが、1492年にコレギウム・マイウス (アカデミー図書館) の大部分が火災で焼失した。図書館の再建が必要だったが、アカデミーは資金提供を望まなかった。そのかわり、貧しい教授たちは自分たちで募金プロジェクトに寄付することにした。建築作業員と契約が交わされたが、資金問題はやはり障害だった。建設中に金の入った箱がみつかった。全部で5箱、1つは1494年、後の4つは1515年から1518年にかけてだった。これは図書館の再建だけでなく、さらなる資料収集を可能にした。
1775年以降、世界初の教育省である国民教育委員会の再編の間に、大学の種々の小さな図書館がコレギウム・マイウスの中の一つの中央図書館として正式に集中された。ポーランド分割の間、図書館はイェジー・サミュエル・バンドキー、カロル・ユゼフ・テオフィル・エストライヒャ、そしてカロル・エストライヒャといった人々の支援により発展を続けた。蔵書は1812年に公開された。1932年以来、ポーランド国内で出版社が出版した全ての書籍を収集する権利を持っている。1940年には、図書館の新しい建物が出来上がった。第二次世界大戦中、図書館職員は地下大学に協力した。
大戦中はドイツの監督下でクラクフ国立図書館となっていたが、戦後は一層発展し、1979年にはワルシャワの国立図書館と並ぶ位置付けとなった。
大学と図書館がヤギェウォ朝にちなんで「ヤギェウォニアン」と呼ばれるようになったのは、19世紀より後のことだった。1990年代からは、図書館蔵書のデジタル化が一層すすめられている。

## 建物
ミツキェヴィツァ通り22番地にある図書館の建物は、1931年から1939年にかけて建てられたもので、1961年から1963年と、1995年から2001年の2回、拡張されている。1993年からはコンピュータ化がすすめられ、1995年から2001年にかけて新館が建設された。

## コレクションの盗難
1990年代に、おそらく西側諸国で販売するために、多くの貴重な書籍が図書館から盗まれた。最悪の事件の一つがポーランドで公表されたのは、1999年4月のことだった。盗品にはガリレオ・ガリレイ、ヨハネス・ケプラー、そしてヨハンネス・ベッサリオンの作品が含まれていた。いくつかはドイツのオークションハウスReiss&Sohnのオークションで取り戻された。この盗難の背後に誰がいたのかは不明である。